# Alison Margaret Smithson
Alison Margaret Smithson (née à Sheffield en 1928 et morte en 1993) est une architecte britannique. 
Elle forme avec Peter Smithson (1923-2003) un partenariat architectural et est souvent associée au mouvement brutaliste.
Elle étudie à l'université de Durham où elle rencontre Peter Smithson qu'elle épouse en 1949. Ensemble, ils rejoignent le département d'architecture du conseil municipal de Londres (London County Council) avant d'ouvrir leur agence en  1950.

## Œuvres
Ils deviennent connus avec la Hunstanton School utilisant des éléments du moderniste Ludwig Mies van der Rohe mais d'une manière plus forte, caractérisée par des finitions très brutes et un manque de raffinement délibéré. Ce bâtiment ne fonctionne pas bien et a été modifié à différentes reprises. 
Ils sont les leaders de l'école anglaise du Nouveau Brutalisme (New Brutalism) et associés au Team X et à sa révolte de 1953 contre les philosophies modernistes du Congrès international d'architecture moderne (CIAM).

## Bâtiments
- Smithdon High School, Hunstanton, Norfolk
- Siège de The Economist, Piccadilly, Londres (1959-1965)
- Bâtiment Jardin, St Hilda's College (1968)
- Agrandissement d'une maison privée pour Lord Kennet, Bayswater, Londres, 1968
- Ensemble Robin Hood Gardens, Poplar, Londres (1969-1972)
- Bâtiments à l'université de Bath, dont l'école d'architecture (1988)